# Anfall från rymden
Anfall från rymden (engelska: Earth vs. the Flying Saucers) är en amerikansk science fiction-film från 1956. Filmen är också känd som Invasion of the Flying Saucers'. och skildrar en utomjordisk invasion av Jorden. Filmen utspelar sig 1956 i Washington, DC men innehåller även utomjordiska anfall mot städer som London, Paris och Moskva.

### Fotnoter
1. ↑  Earth vs. the Flying Saucers AKA Invasion of the Flying Saucers